# Привілей Готтгарда
«Привіле́й Го́ттгарда» (лат. Privilegium Gotthardium, Privilegium Gotthardinum) — перша конституція герцогства Курляндії і Семигалії. Виданий курляндським герцогом Готтгардом фон Кеттлером 25 червня 1570 року в Мітавському замку як привілей курляндському лицарству. Написаний радниками герцога і представниками лицарства під впливом «привілею Сигізмунда». Затверджений польським королем Стефаном Баторієм 28 листопада 1581 року під Псковом. Складався з 12 статей. Визначав державний устрій Курляндії і Семигалії, окреслював повноваження герцога і права лицарства. Забезпечував панівне становище лютеранства в країні. Перетворював колишні лицарські феоди (тимчасові землі за службу) на алоди (повну індивідувальну власність). Надавав лицарству усю повноту судової влади у межах їхніх землеволодінь, фактично узаконивши кріпацтво. Одночасно, закріпив за герцогським доменом одну третину усіх землеволодінь Курляндії і Семигалії. Зобов'язував лицарів присягати на вірність герцогу в обмін на надані привілеї. Був чинним до прийняття «Формули правління» 1617 року. Пам'ятка балтійського цивільного права.

## Історія
25 червня 1570 року колишній магістр Лівонського ордену і курляндський герцог Готтгард фон Кеттлер видав у Мітавському замку так званий привілей Готтгарда — 12-статейний акт привілеїв на адресу курляндського лицарства, колишніх лицарів Ордену. 
Документ упорядкували радники герцога і представники самого лицарства як компроміс між герцогом і знаттю на сесії Курляндського ландтагу в Мітаві, у червні 1570 року. В основу угоди ліг привілей Сигізмунда — грамота польського короля Сигізмунда ІІ, надана німецькому лицарству в Польській Лівонії. 
Згідно з угодою, герцог дарував лицарству широкі адміністративно-судові права; лицарі ж, зі свого боку, присягали на вірність герцогу і визнавали його правителем Курляндії і Семигалії. 28 листопада 1581 року ці домовленості затвердив новий польський король Стефан Баторій, перебуваючи у військовому таборі під Псковом.

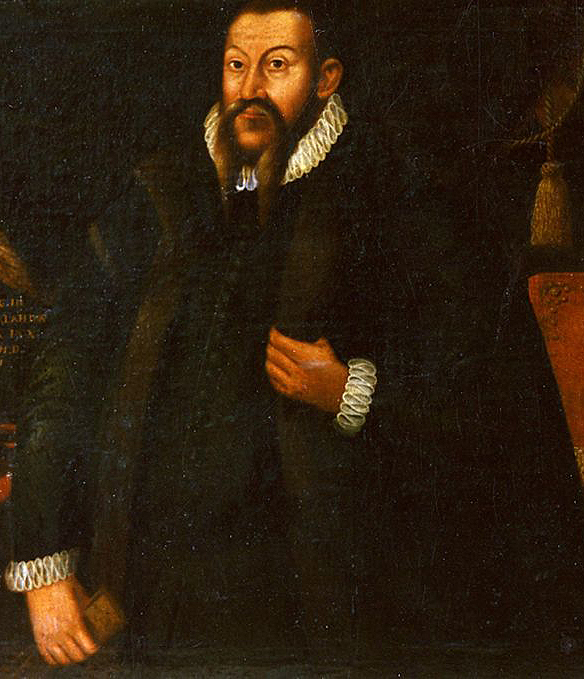
Готтгард
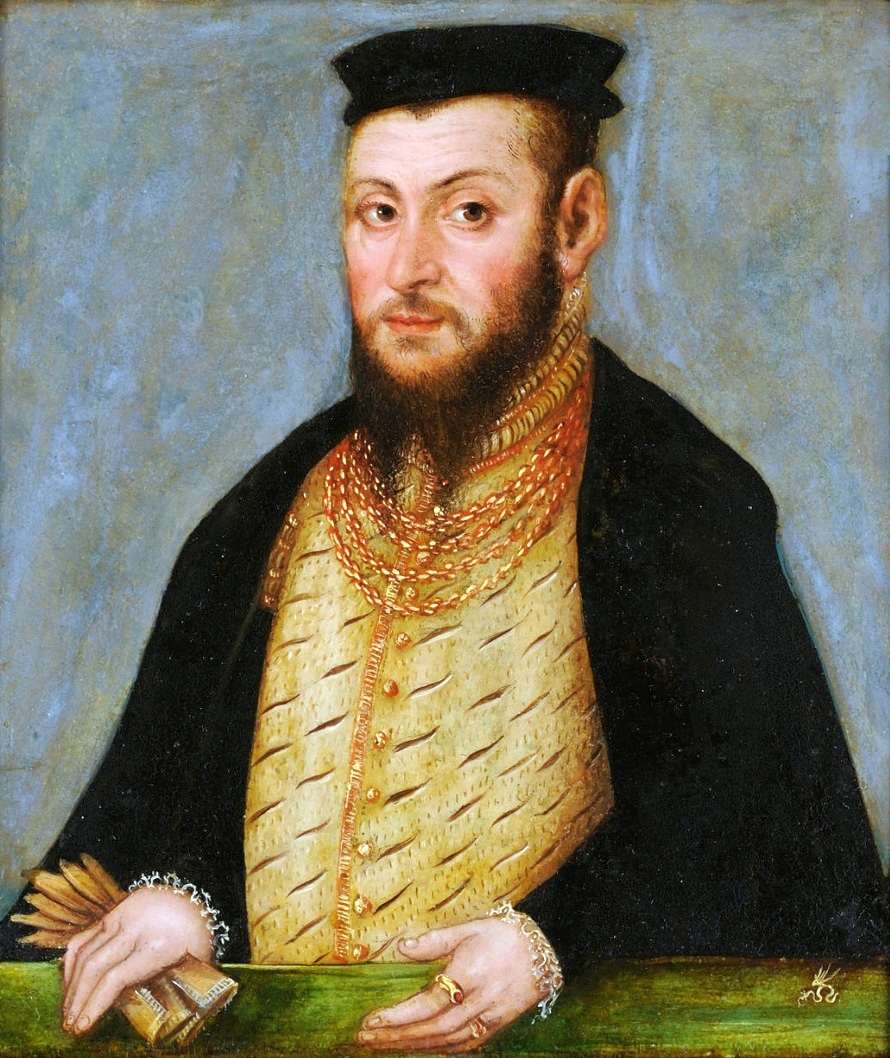
Сигізмунд ІІ
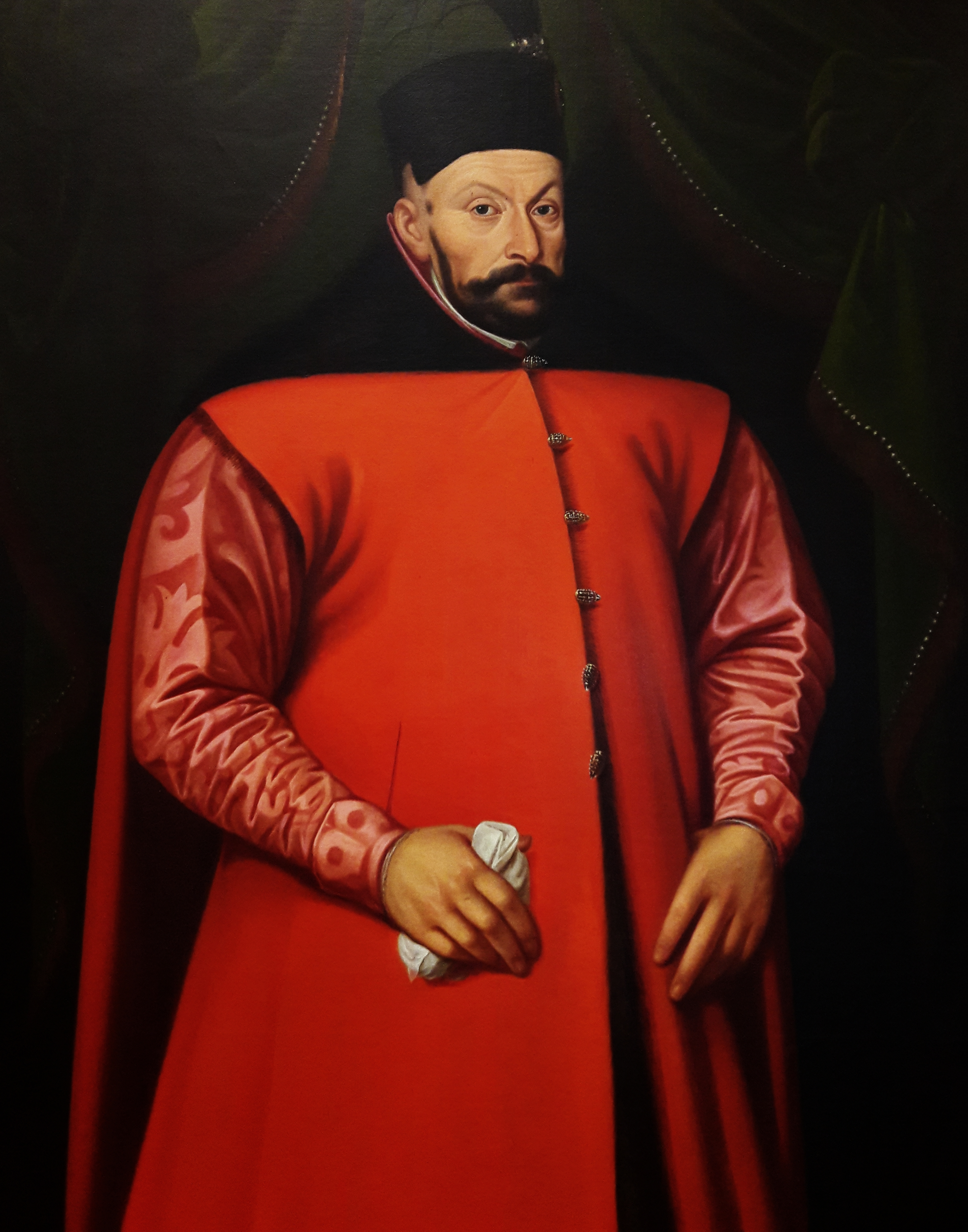
Стефан Баторій
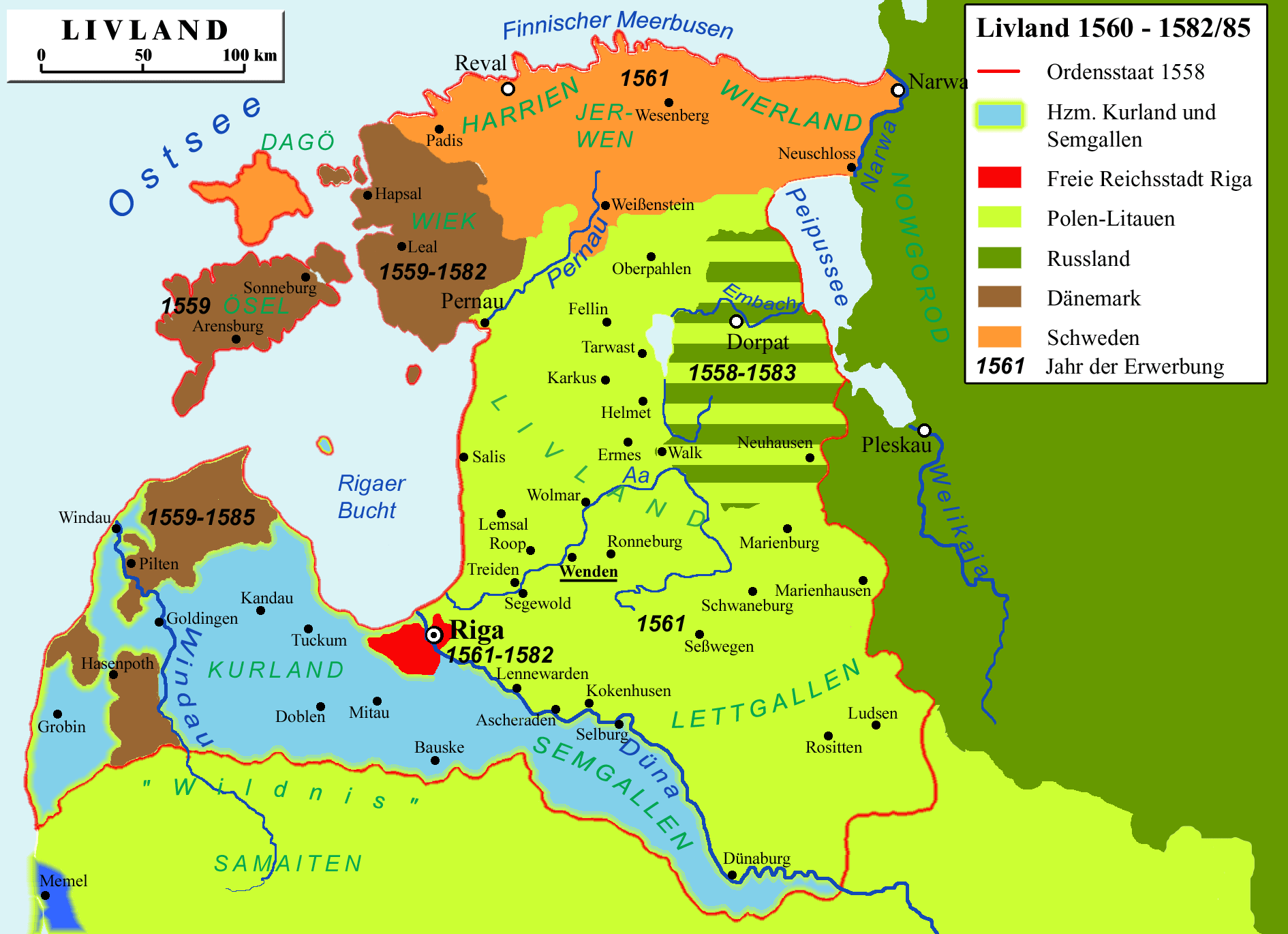
Куляндія до 1585

## Зміст

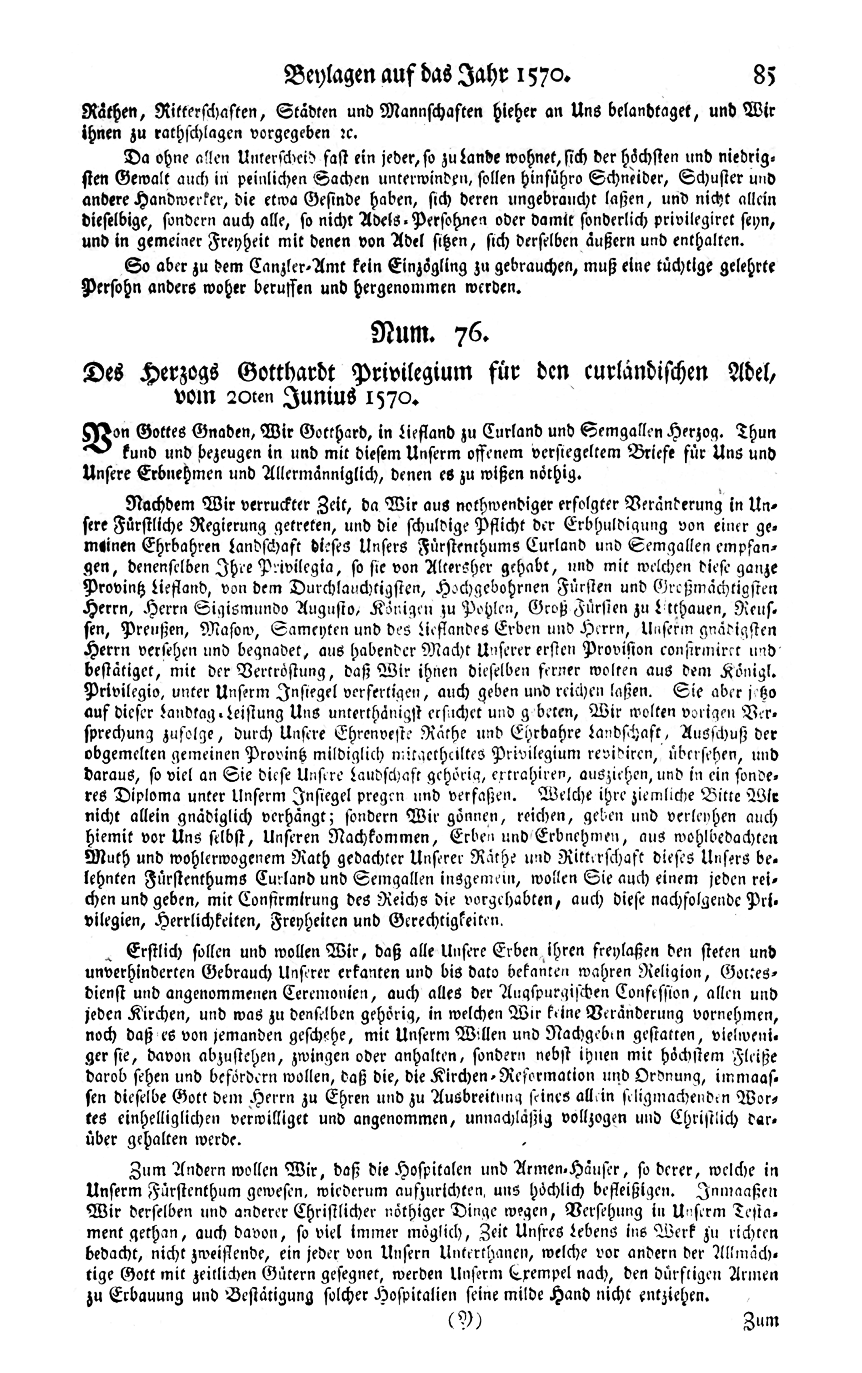
Початок привілею з книги Цігенгорна (Кенігсберг, 1772, Док. № 76).

У 12 статтях акту гарантувалося панівне становище лютеранства на основі Аугсбурзького віровизання на території Курляндії-Семигалії; урядова підтримка шкіл, шпиталів і притулків; укладання герцогом Курляндських статутів і законодавчої бази герцогства у спілці з лицарством. Передбачалося, що герцог поважатиме усі права і вольності лицарів колишнього Лівонського ордену як класу (Стаття 5).
Важливим пунктом привілею Готтгарда було те, що землеволодіння курляндських лицарів, які вони колись отримали як феоди (тимчасову власність за службу) від Лівонського ордену чи католицького єпископа Курляндського, перетворювалися на алоди — вічну, невідчужувану власність, не пов'язану із виконанням служби (Стаття 6). Формально, залишалася так звана система поділеного землеволодіння, за якою фактичним власником землі був лицар, а номінальним — курляндський герцог. Проте на практиці, герцог не мав можливості позбавити лицаря його приватної власності — алоду.
Загалом, згідно з привілеєм Готтгарда, 359 феодальних маєтків Курляндії-Семигалії стали алодами лицарів. 72 маєтності були визнані за містами і міщанами. 215 маєтків — одна третина усього земельного фонду герцогства залишилася у володінні курляндського герцога Готтгарда, який таким чином забезпечував собі статус найбагатшого землевласника краю, першого серед усіх лицарів.
Курляндське лицарство отримало й інші прерогативи. Зокрема, знатна особа могла претендувати на земельний титул на підставі самого лише афідевіту, а не офіційних завірених документів, які б підтверджували її право. На своїх землях лицарі мали право займатися різною господарською діяльністю: торгівлею, гуральництвом, броварством, мисливством, рибальством, млинарством, шинкарством. Їм було дозволено здійснювати судочинство в межах своїх приватних володінь над усіма мешканцями нешляхетного стану. При цьому лицарі звільнялися від податків і повинностей на користь держави, за винятком військової служби. У випадку війни вони мусили надсилати на вимогу герцога своїх кіннотників і піхотинців залежно від розміру землеволодіння. Втім, реальної військової сили лицарство не мало: військовий потенціал усієї Курляндії-Семигалії сягав близько 200 рейтарів.

## Оригінал. Публікації
- Оригінальний текст привілею Готтгарда 1570 року німецькою мовою не зберігся. Існує лише латиномовна конфірмація польського короля Стефана Баторія від 28 листопада 1581 року, в яку включено німецькомовний текст привілею[6]. Цей документ зберігається у Латвійському державному історичному архіві[2][7].

- Вперше привілей Готтгарда опублікував німецький правник Крістіан фон Неттельбладт у 1729 році в Ростоці, у короткій збірці базових законодавчих актів Курляндського герцогства[8]. Вдруге цей привілей оприлюднив курляндський правник Крістоф-Георг фон Цігенгорн у своїй великій хрестоматії «Державне право герцогств Курляндії і Семигалії», виданій в Кенігсберзі 1772 року[4]. У обох збірниках текст привілею оновлено відповідно до вимог тогочасної німецької орфографії. У Цігенгорна документ помилково датовано 20-м числом.

- Німецький текст на основі конфірмації 1581 року, написаний за старим німецьким правописом, був виданий у Падерборні 2008 року, у збірці німецьких істориків Ервіна Оберлендера та Фолькера Келлера «Курляндія: від польсько-литовського ленного герцогства до російської провінції», за редагування Тідеманнуса Гізе[9].

## Оцінки
- До середини XVII ст. не згадувався як конституційний документ[6]; лише з XVIII ст. привілей стали сприймати як один із основних законів герцогства[6]. У сучасній історіографії вважається першою конституцією Курляндії-Семигалії[1].

## Текст
| Оригінал |  | Переклад |
| --- |  | -------- |
| Von Gottes gnaden Wir Gotthardt in Lieflandt zue Churlandt undt Semigallien Hertzogk, Thuen kundt, bekennen undt bezeugen in undt mit diesem unsern offenen versiegelten Brieffe für uns, unsere Erben, Erbnehmen undt allermenniglich, denen es zuwissen nötigk. |  |          |
| Nach dem wir verruckter Zeit, da wir nach notwendiglich erfolgeter vorenderungk in unsere Fürstliche Regierung getredtenn und die schuldige pflicht der Erbhuldigung von einer gemeinen Erbaren Landtschaft dieses unsers Fürstenthumbs Churlandt undt Semigallien entpfangen, derselben ihre Privilegia, so sie altings her gehabt, undt mit welchen diese ganze Provintz Lieflandt von dem Durchleuchtigsten Hochgebornen Fürsten undt Grossmechtigsten Herrn, Herrn Sigismundo Augusto, Königen zue Polen, Grosfürsten zu Litthauen, Reussen, Preussen, Masaw, Sameyten undt des Liefflandes Herren und Erbenn, unserm gnedigsten Herrn von neuem versehen undt begnadiget, aus habender macht unser erst entpfangenen Provision Confirmiret undt bestettigett, mit der vertröstungk, das wir Ihnen dieselbe ferner wolten aus dem Königlichen privilegio unter unserm Ingesiegell fertigen, auch reichen und geben laßenn. Sie aber itzo auf dießer Landestageleistungk uns untertheniglich ersucht und gebeten, wir wolten voriger vorsprechung zuefolge durch unsere Ehrnveste Rehte undt Erbaren Landtschaft außschuss das obgemelte Königliche gemeiner Provintz miltiglich mitgetheiltes privilegium revidirenn, übersehen, und daraus so viele ahn sie diesse unsere Landtschaft gehörig extrahiren, ausziehen, undt in ein sonderes diploma unter unserm Eingesiegell prengen undt verfassen laszenn. Welcher ihren zimlichen bitt wir nicht allein gnediglich verhenget, sondern wir gönnen, geben, reichenn undt verleihen auch hiemit vor uns selbst, unsere nachkommende Erbherrschafft undt Erbnehmen aus wolbedachtem muete undt reiferwogenem rahte gedachtenn unsern Rehten undt Ritterschaft diesses unsers belehneten Erbfürstenthumbs Churlandt und Semigallien ins gemeine, wollen sie auch einem Ieden reichen und geben insonderheit mit Confirmirung der vorigenn gehabten auch diesen nachfolgenden Privilegien, Herligkeiten, freiheiten undt Gerechtigkeitenn. |  |          |
| Erstlich undt vornemiich sollen undt wollen wir undt alle unsere Erben ihnen freilassen den stetten unvorhinderten gebrauch unser erkandten und biß dahero bekandten wahren christlichen Religion, Gottesdienst undt angenommener Ceremonien, inhalts der Auspurgischen Confession, in allen undt ieden Ihren Kirchen undt was zu denselben gehorigk, in welchem allen wir keine enderung vornehmen, noch das es von Iemandts geschehe, mit unserm willen undt nachgeben gestatten, vielweniger sie davon abzustehen zwingen oder abhalten, sondern neben Ihnen mit höchstem Vleiss darob sein undt befürdern wollen, das die Kirchen Reformation und Ordnungk inmassen dieselbe Gott dem Herrn zu ehren, undt zue verbreiterung seines allein seligmachenden worts einhelligiich verwilligett undt angenommen, unnachlessigk vollenzogen und christlich darüber gehalten werde. |  |          |

### Монографії
- Arbusov, L. Grundriss der Geschichte Liv-, Est- und Kurlands. Riga: Jonck und Poliewsky, 1918.
- Berkis,  A. V. The history of the Duchy of Courland (1561—1795). Madison: University of Wisconsin, 1954, p. 25—28.